# Eskimo (film fra 1933)
|  | For andre betydninger, se Eskimo (flertydig) |
Eskimo er en amerikansk dramafilm fra 1933, instrueret af W. S. Van Dyke og udgivet af Metro-Goldwyn-Mayer.
Den er baseret på bøgerne Eskimo og Der Flucht ins weisse Land af den danske opdagelsesrejsende og forfatter Peter Freuchen, der selv har en rolle i filmen.
Filmen har Ray Mala i hovedrollen.
Eskimo var den første spillefilm, der blev optaget på et indianersprog. Den dokumenterede mange af de indfødte i Alaskas jagt og kulturelle praksis.
Produktionen af filmen var baseret i byen Teller i Alaska, hvor der blev bygget boliger, lagerfaciliteter og et filmlaboratorium til at huse skuespillere, crewet og udstyret.
Talrige steder blev brugt til filmoptagelserne inklusiv Cape Lisburne i marts 1933, Point Hope og Cape Serdtse-Kamen fra april til juli, og Herald Island i Tjuktjerhavet i juli.
I alt varede forproduktion, produktion og efterproduktion 17 måneder.
Filmen blev godt modtaget af kritikerne, selvom den ikke var en stor succes i biograferne.
Conrad A. Nervig vandt den allerfrørste Oscar for bedste klipning i 1935 for sit arbejde med filmen.